# Papaver schamurinii
Papaver schamurinii là một loài thực vật có hoa trong họ Anh túc. Loài này được V.V.Petrovsky mô tả khoa học đầu tiên năm 1985.